# Endosom
Endosóm je znotrajcelična cevasta membranska struktura ali mešiček, ki se oblikuje iz celične membrane in je vključen v transport snovi v celici. S pomočjo endosomov celice izvajajo endocitozo. Poznamo tri vrste endosomov: zgodnje, krožeče in pozne, glede na stopnjo po ugreznitvi celične membrane v citosol:
- zgodnji endosomi so dinamični splet cevk in mešičkov, ki se oblikujejo po ugreznitvi celične membrane. Njegovi glavni označevalci so transferin in receptor za transferin ter beljakovina EEA1;
- krožeči endosomi so transportni mešički, ki se odcepijo od zgodnjih endosomov in se gibljejo do tarčne membrane v celici ter so pomembni za recikliranje receptorjev v plazmalemo;
- pozni endosomi so kroglasti mešički z značilno kislim pH, ki se oblikuje iz zgodnjih endosomov; zaradi brstenja membrane navznoter vsebujejo številne intraluminalne mešičke in cevke, po zlitju z lizosomi pa se vsebina poznih endosomov hidrolitično razgradi.